# Metopobactrus
Metopobactrus is een geslacht van spinnen uit de familie hangmatspinnen (Linyphiidae).

## Soorten
De volgende soorten zijn bij het geslacht ingedeeld:
- Metopobactrus ascitus (Kulczyński, 1894)
- Metopobactrus cavernicola Wunderlich, 1992
- Metopobactrus deserticola Loksa, 1981
- Metopobactrus falcifrons Simon, 1884
- Metopobactrus nadigi Thaler, 1976
- Metopobactrus nodicornis Schenkel, 1927
- Metopobactrus orbelicus Deltshev, 1985
- Metopobactrus pacificus Emerton, 1923
- Metopobactrus prominulus (O. P.-Cambridge, 1872)
- Metopobactrus verticalis (Simon, 1881)